# Циса
Циса (Cissa) — рід горобцеподібних птахів родини воронових (Corvidae). Представники роду поширені у тропічних лісах Південно-Східної Азії.

## Види
- Циса зелена (Cissa chinensis)
- Циса східна (Cissa hypoleuca)
- Циса борнейська (Cissa jefferyi)
- Циса острівна (Cissa thalassina)